# Dragoši
Drágoši je naselje v Sloveniji.

## Geografija
Povprečna nadmorska višina naselja je 145 m.
Pomembnejša bližnja naselja so: Griblje (1,5 km), Adlešiči (4,5 km), Podzemelj (5,5 km) in Gradac (7,5 km).